# Rejon dublański
Rejon dublański (ukr. Дублянський район) – dawna jednostka podziału administracyjnego Ukraińskiej Socjalistycznej Republiki Radzieckiej w Związku Socjalistycznych Republik Radzieckich w latach 1940–1941 i 1944–1959. Należał do obwodu drohobyckiego. Siedziba władz rejonu znajdowała się w Dublanach.
Rejon dublański został utworzony 17 stycznia 1940 na podstawie dekretu Prezydium Rady Najwyższej USRR o podziale na rejony zachodnich obwodów USRR, kiedy to w obwodzie drohobyckim utworzono 30 rejonów, między innymi dublański. Rejon objął obszary zniesionych gmin Dorożów, Dublany, Horodyszcze i Kalinów, należących przed wojną do powiatu samborskiego w województwie lwowskim.
Rejon dublański przestał istnieć wraz z wybuchem wojny niemiecko-radzieckiej 22 czerwca 1941. Jego tereny weszły w skład Landkreis Drohobycz dystryktu galicyjskiego Generalnego Gubernatorstwa.
Rejon został odtworzony 31 lipca 1944, po zajęciu tych terenów przez Armię Czerwoną.
Rejon dublański zniesiono 21 stycznia 1959, włączając jego obszar do rejonów drohobyckiego, medenickiego i samborskiego.